# Onani Master Kurosawa
Onani Master Kurosawa (オナニーマスター黒沢?, Onanī Masutā Kurosawa) Is a 2006 manga written by Katsura Ise and illustrated by Takuma Yokota (also known as YOKO). Published in four tankōbon volumes by Neetsha, the story was later continued in the two-chapter light novel series titled Onani Master Kurosawa – After the Juvenile.

## Trama
Kakeru Kurosawa frequenta le medie e si trascina con insofferenza giorno dopo giorno a scuola, non sopportando la compagnia né dei professori né dei compagni. Unica consolazione il passatempo pomeridiano divenuto ormai routine per lui: recarsi nel doposcuola nell'unico edificio scolastico privo di attività studentesche e masturbarsi nel bagno delle ragazze, immaginando di volta in volta di possedere una compagna di classe.
Sicuro della propria impunità, un giorno Kakeru viene sorpreso da una timida studentessa. Questa si rivela essere la sua compagna di classe Aya Kitahara, da sempre pesantemente vessata da un gruppo di bulle. Quando per vendicare la ragazza delle persecuzioni e delle umiliazioni subite, Kurosawa si impadronisce delle divise delle bulle e vi eiacula sopra, certo non si immagina che proprio Kitahara torni da lui per ricattarlo.
Aya gli chiede, infatti, di poter infliggere la stessa vendetta anche ad altri bersagli pena la denuncia delle sue attività pomeridiane all'autorità scolastica. A Kakeru non rimane che piegarsi e arginare la sete di vendetta della sua ricattatrice. Nel frattempo Kurosawa finisce per avvicinarsi inaspettatamente ad alcuni compagni, il re degli otaku Nagaoka e Takigawa, popolare ed amichevole. Assieme a loro, a Kitahara e al nerd Pizzata, Kurosawa trascorre la gita scolastica dell'ultimo anno, riuscendo persino a sciogliere il patto-ricatto con Kitahara.
Quando però si scopre che Nagaoka e Takigawa si sono fidanzati ufficialmente, le gelosie dei due esplodono: Kitahara chiede al compagno di poter rovinare l'armonia della coppietta ed egli acconsente.
Colto però dal senso di colpa, il ragazzo finisce per autodenunciarsi, guadagnandosi le antipatie della classe e il soprannome di Onani Master. Costantemente vittima di bullismo ed ostracismo, Kurosawa sopporta tutto stoicamente, finalmente in pace con se stesso per aver detto la verità. Col tempo riesce persino a riavvicinarsi ai vecchi amici e a stringere amicizia con Sugawa, una delle bulle che vessavano Aya, delle quali scopre i lati nascosti.
Anni dopo, ormai iniziato il liceo, la classe organizza un incontro. Tutti partecipano con gioia, l'unica a mancare è Kitahara. Si scopre che è divenuta una neet ed un'hikikomori. Kurosawa, sebbene ormai finalmente reintegrato tra i compagni, non riesce ad abbandonare la compagna sofferente e la convince testardamente a partecipare all'incontro. Finalmente, anche per Kitahara inizia una nuova vita al liceo.

## After the juvenile
Qualche anno dopo, il gruppo che aveva trascorso una piacevole gita scolastica, al tempo battezzatosi il gruppo SOS (riferimento alla serie La malinconia di Haruhi Suzumiya), si reincontra per tornare ad Kyoto e rifare l'itinerario precedente. Kurosawa, nonostante le richieste insistenti di Sugawa, con la quale esce regolarmente, ha preferito non invitare la ragazza ed il gruppo, stavolta chiamato 
l'Ordine dei Cavalieri Neri (riferimento alla serie animata Code Geass), è composto dei soliti membri: Kurosawa, Kitahara, Nagaoka, Takigawa e Pizzata.
L'atmosfera però non è la stessa della volta precedente e nel gruppo inizia presto a serpeggiare sotterranei malumori ed insofferenze: causa di ciò i litigi e le confidenze fra i Cavalieri Neri. Nagaoka e Takigawa, sebbene ancora fidanzati, si dovranno presto separare perché la ragazza desidera entrare nel mondo della moda e perciò ha già deciso di studiare in un'altra città. Inoltre anche il nerd Pizzata ha intenzione di trasferirsi, a Kyoto, per iniziare a lavorare al famoso studio d'animazione presente in quella città.
Kakeru assiste impotente al disastro della gita. Tutte le attrazioni che rivedono non sembrano mitigare l'irritazione del gruppo. Giunto ormai al giorno della partenza, Kakeru si dedica all'acquisto dei souvenir e, imbattutosi in Magister, si confidano i rispettivi pesi emotivi, come facevano un tempo nell'intimità della biblioteca.
Rasserenatosi grazie al colloquio con la ragazza, Kurosawa sale sul treno col cuore più leggero, pronto ad accettare con filosofia i cambiamenti e la sfida del diventare adulti. Giunti alla stazione i Cavalieri Neri man mano si congedano. Kurosawa, che si aspettava una telefonata di Sugawa, si interroga sul fatto se la ragazza sia ancora arrabbiata con lui. Poi, a sorpresa, appare Sugawa, venuta appositamente in stazione a prenderlo.

## Personaggi
Aya Kitahara (北原綾?,  Kitahara Aya), lo Scoiattolo
Introversa ed isolata, è una piccola ragazza vittima di bullismo da parte di Sugawa. Nonostante gli scherzi e le vessazioni si spingano spesso oltre il limite del cattivo gusto, Kitahara sopporta silenziosamente senza tentativi di ribellione o denuncia all'autorità scolastica. Questa silenziosa sopportazione la porta infine a cercare una rivalsa con l'aiuto di Kakeru, persino arrivando al punto di ricattare il ragazzo.
Il grande disagio la porta ad abbandonare gli studi e a diventare infine una hikikomori, condizione dalla quale esce solo grazie all'insistenza di Kakeru.
 Kakeru Kurosawa ( 黒沢翔 ?,  Kurosawa Kakeru), l'Onani Master
Introverso ed incapace di avvicinarsi ad un qualsiasi compagno, Kakeru guarda dall'alto in basso i compagni di scuola, per i quali prova solo disprezzo. Sono proprio l'isolamento e la superbia a portarlo a maturare un masturbazione rituale perpetrata nel bagno delle ragazze nel doposcuola. Nonostante sia abituato ad immaginare di possedere e violare le compagne di classe, Kakeru è in realtà incapace di avvicinarsi ad una qualsiasi ragazza. La prima con cui stringe un'amicizia sincera è Magister, di cui si innamora.
Dopo aver trovato il coraggio di autodenunciarsi, Kakeru inizia via via a maturare, sviluppando una vivace rete sociale ed iniziando anche a coltivare una relazione sentimentale con Sugawa.
 Keiji Nagaoka ( 長岡 圭史 ?,  Nagaoka Keiji)
Dalla sorprendente capigliatura afro, Nagaoka è l'unico studente sempre amichevole verso Kurosawa ed anche il solo a tentare di coinvolgere il ragazzo nelle attività studentesche. Le insistenti attenzioni nei confronti del ragazzo, non sono tuttavia gradite e Kakeru l'ha segretamente soprannominato il Re degli Otaku.
Il suo spirito d'iniziativa e il suo ottimismo lo rendono poi il partner ideale di Takigawa.
 Magister Takigawa ( 滝川マギステル ?,  Takigawa Magister)
Una delle ragazze più carine della classe, secondo la classifica redatta dai ragazzi. Magister oltre che piacente è anche una della ragazze più amichevoli e disponibili verso i compagni, dato che si fa beffe delle sotterranee convenzioni sociali studentesche che impongono ai vari gruppi di non mescolarsi tra loro.
La sua amicizia, stretta in biblioteca durante le giornate piovoso, cambia profondamente Kurosawa.
"Pizzata"
Un nerd ed otaku del gruppo di Nagaoka. La sua mole e la sua goffaggine lo rendono spesso oggetto di scherno e derisione, ma questi non ci fa caso. Costretto a dichiararsi a Kitahara a causa di uno scherzo delle bulle, Pizzata nutre tuttavia dei veri sentimenti amorosi nei confronti della ragazza, che, al contrario, fa di tutto per evitarlo e rifiutarlo.
Sogna di diventare un animatore e lavorare nel mondo degli anime e dell'intrattenimento.
 Maiko Sugawa  ( 須川麻衣子 ?,  Sugawa Maiko)
Bulla e teppista, insieme alle sue due amiche più strette vessa Aya Kitahara da anni, ben sapendo che la ragazza non reagisce neanche di fronte alle provocazioni e agli scherzi più gravi.
Colpita dalla vendetta dell'Onani Master, riesce tuttavia ad avvicinarsi a Kurosawa grazie alle ore passate assieme al corso di preparazione universitario: il ragazzo, infatti, senza alcuna richiesta l'aiuta con gli esercizi di matematica, guadagnandosi così il rispetto e poi le simpatie della ragazza.